# Doppelname (Nachname)
Ein Doppelname als Nachname bezeichnet die Zusammenfügung zweier Nachnamen. Ob, unter welchen Voraussetzungen, in welcher Form und für wen Doppelnamen als Familiennamen in einem Staat unzulässig, zulässig oder die Regel sind, hängt von der soziokulturellen Entwicklung und dem Namensrecht des Staates ab, dem die Person angehört.

## Geschichte
Da Namen ein Schlüsselsymbol sozialer Zugehörigkeit, Identität, Individualität und Selbstdarstellung sind, unterliegt die Gestaltung von Nachnamen weitreichendem soziokulturellen Einfluss – auf der Basis sich allmählich wandelnder sozialer Normen. Von der jeweiligen Kultur bzw. der Sozialordnung hängt insofern ab, welche Konnotation bzw. Wertung ein Doppelname beinhaltet. Wo die Abstammung entlang der männlichen Linie (Patrilinearität) mit großer sozialer Wertschätzung verbunden war, wurde der Nachname meist entlang der väterlichen Linie weitergegeben und nicht der Nachname der mütterlichen Linie. In Deutschland folgt der Nachname beispielsweise traditionell der väterlichen Linie, wird als „Familienname“ bezeichnet und sein Fehlen galt lange als Makel.
Im spanischen Namensrecht führte die Rekatholisierung durch die Inquisition seit dem 16. Jahrhundert zu einer bilateralen genealogischen Namensbildung von Vater- und Mutterseite über bis zu vier Generationen (Deszendenzregeln). Der Doppelname diente als Ausgrenzungsstrategie gegenüber Juden und Muslimen und sollte die „Reinheit des Blutes“ nachweisen. Dies hatte sich bis Ende des 19. Jahrhunderts vollständig als reguläre Namensgebung durchgesetzt und ging in das moderne spanische Namensrecht über. Im portugiesischen Namensrecht hatte sich eine ähnliche Namensgebung durchgesetzt – allerdings mit umgekehrter Reihenfolge von Mutter- und Vaterseite.
In Europa vollzieht sich seit Ende des 20. Jahrhunderts eine zunehmende Liberalisierung des Namensrechts. Dabei wird einerseits die Doppelnamigkeit eines Ehepartners bei der Heirat zunehmend ermöglicht. Außerdem bieten immer mehr europäische Staaten eine zunehmend freie Wahl mehrerer Nachnamen der Vater- und Mutterlinie eines Kindes. Hierzu zählen beispielsweise neben Spanien und Portugal auch Frankreich und Polen.

## Gründe für und gegen Doppelnamen
In der historischen und aktuellen Diskussion werden hauptsächlich folgende Gründe angeführt, die für bzw. gegen Doppelnamen sprechen.

### Pro
- Gesellschaftliches Zeichen einer gleichberechtigten Partnerschaft von Mann und Frau

- Sichtbarmachung der genetischen Bilateralität der Abstammung von Mutter und Vater im Nachnamen des Kindes als zentralem Identitätsmerkmal

- Sichtbarmachung einer gleichberechtigten sozialen Elternschaft von Mutter und Vater im Namen eines Kindes

### Contra
- Tradition der Patrilinearität und des patrilinear weitergegebenen Familiennamens

- Wechsel des Nachnamens durch einen Ehepartner als zentralem Identitätsmerkmal bei Eheschließung

### Unterschiedlich
- Ästhetische Bedürfnisse.[6]

In den meisten Gesellschaften war die Weitergabe des Nachnamens der Herkunftsfamilie ein gesellschaftlich abgesichertes Privileg der väterlichen Linie (Prinzip der Patrilinearität). Umgekehrt war der Namenswechsel für Frauen ein Statusgewinn und die Dokumentation ihres weiblichen Erfolgs in Form der Zugehörigkeit zum Partner. Brauch und Sitte der Namensgebung waren insofern ein zentraler Bestandteil der Ordnungsvorstellungen und Traditionen patriarchaler bzw. androzentrischer Gesellschaften, die nur langsam schwinden.
In der westlichen Tradition ging es dabei lange insbesondere um Privilegien des Adels, für den das Prinzip der Patrilinearität und der Schutz patrilinearer Familiennamen von zentraler Bedeutung war. Im Zuge der Verbürgerlichung westlicher Gesellschaften wurde dieses Prinzip von bürgerlichen Schichten übernommen.
Bis heute bedarf es sowohl für Männer als auch für Frauen einer öffentlich anerkannten Begründung bei der Entscheidung für eine andere Namensgebung wie etwa Doppelnamen (Bilateralität) oder Namensgebung nach der mütterlichen Linie (Matrilinearität).
Durch die Wahl eines Nachnamens für ein Kind wollen Eltern ihre Familie als intakt erkennbar machen und die Verbundenheit des Kindes zum Vater bzw. dessen Engagement verdeutlichen. Dies trifft auch für unverheiratete heterosexuelle und homosexuelle Elternpaare zu. In einigen westlichen Gesellschaften, in denen Doppelnamen als Geburtsnamen bis heute überwiegend verboten sind, sind es weiterhin mehrheitlich Frauen, die mit der Ehe den Namen des Ehemanns oder einen Doppelnamen annehmen. Das traditionelle Verbot von Doppelnamen und moderne Gleichheitsansprüche wirken dabei als Doppelmoral, bei der die Bewahrung der Familieneinheit auch weiterhin der Frau zukommt und nicht dem Mann.

## Ehename

### Deutschland
Mit Inkrafttreten des Bürgerlichen Gesetzbuchs am 1. Januar 1900 bestimmte § 1355 BGB in seiner Ursprungsfassung vom 18. August 1896, dass bei Eheschließung die Frau den Familiennamen des Mannes erhält. Bei Scheidung behielt die Frau grundsätzlich den Familiennamen des Mannes. Wurde die Frau allein für schuldig erklärt, so konnte der Mann ihr jedoch die weitere Führung seines Namens untersagen.
Zum 1. Juli 1958 wurde aufgrund des Gleichberechtigungsgesetzes in § 1355 Satz 2 BGB  festgelegt, dass die Frau berechtigt ist, durch Erklärung gegenüber dem Standesbeamten dem Namen des Mannes ihren Mädchennamen hinzuzufügen. Das war schon zuvor von den Standesämtern erlaubt worden, z. B. Elly Heuss-Knapp.
In der BRD wurde 1976 § 1355 BGB dahingehend geändert, dass die Ehegatten zwar einen gemeinsamen Familiennamen (Ehenamen) führen, sie jedoch zum Ehenamen durch Erklärung gegenüber dem Standesbeamten den Geburtsnamen des Mannes oder den Geburtsnamen der Frau bestimmen können (in der DDR galt eine solche Regelung bereits seit Inkrafttreten des Familiengesetzbuchs 1966). Trafen sie keine Bestimmung, so wurde der Geburtsname des Ehemanns zum Ehenamen. Der Ehegatte, dessen Geburtsname nicht Ehename wurde, konnte dem Ehenamen seinen Geburtsnamen oder den zur Zeit der Eheschließung geführten Namen voranstellen. Damit entsprach der Gesetzgeber dem Wunsch, neben der im Ehenamen ausgedrückten Gemeinsamkeit weiterhin die über den bisher geführten Namen vermittelte eigene Identität ausdrücken zu können. In der DDR wurde die Regelung zu Doppelnamen zum 1. Oktober 1990 übernommen; ab 1982 waren sie nach § 11 Personenstandsgesetz erlaubt, wenn ein berechtigtes Interesse vorlag.
Nachdem das Bundesverfassungsgericht (BVerfG) mit Beschluss vom 5. März 1991 den Vorrang des Mannesnamens bei Nichteinigung der Ehegatten über den Ehenamen für unvereinbar mit Art. 3 Abs. 2 GG erklärt hatte, wurde § 1355 BGB zum 1. April 1994 nochmals neu gefasst. Danach sollten die Ehegatten einen gemeinsamen Ehenamen bestimmen, wobei sie zwischen dem Geburtsnamen des Mannes oder dem der Frau wählen konnten. Bestimmten sie keinen Ehenamen, führten sie ihren jeweils zur Zeit der Eheschließung geführten Namen weiter. Der Ehegatte, dessen Geburtsname nicht zum Ehenamen bestimmt wurde, konnte seinen Geburtsnamen oder bisher geführten Namen dem Ehenamen als Begleitnamen voranstellen oder anfügen. Der Ehename und der durch Ausübung des Beifügungsrechts gewählte Begleitname sind mit einem Bindestrich zusammenzusetzen („Begleitname-Ehename“ / „Ehename-Begleitname“). Allerdings bestimmte die Neufassung, dass das Beifügungsrecht nicht besteht, wenn der Ehename bereits aus mehreren Namen besteht, und dass dann, wenn der Ehegatte selbst einen Mehrfachnamen führt, dem Ehenamen nur einer dieser Namen hinzugefügt werden kann. Das Verbot von Mehrfachnamen bestätigte das BVerfG mit Urteil vom 5. Mai 2009. Der Ausschluss von mehr als zweigliedrigen Namensketten lasse sich nicht nur mit Praktikabilitätserwägungen begründen, sondern diene auch dem Schutz künftiger Namensträger, da mit dem Anwachsen der Namensanzahl die identitätsstiftende Funktion des Namens verloren zu gehen drohe.
Der durch frühere Eheschließung erworbene und geführte Name eines Ehegatten konnte in dessen neuer Ehe nicht zum Ehenamen bestimmt werden. Das BVerfG erklärte mit Urteil vom 18. Februar 2004 diese Regelung für mit dem Grundgesetz unvereinbar. Durch das Gesetz zur Änderung des Ehe- und Lebenspartnerschaftsnamensrechts vom 6. Februar 2005 wurde in § 1355 Abs. 2 und 3 BGB auch die Wahl des geführten Namens eines Ehegatten zum Ehenamen ermöglicht.
Seit dem 1. November 2013 können die Ehegatten durch Erklärung gegenüber dem Standesamt den Geburtsnamen oder den zur Zeit der Erklärung über die Bestimmung des Ehenamens geführten Namen der Frau oder des Mannes zum Ehenamen bestimmen. Ein Ehegatte, dessen Name nicht Ehename wird, kann durch Erklärung gegenüber dem Standesamt dem Ehenamen seinen Geburtsnamen oder den zur Zeit der Erklärung über die Bestimmung des Ehenamens geführten Namen voranstellen oder anfügen. Dies gilt jedoch nicht, wenn der Ehename aus mehreren Namen besteht. Besteht der Name eines Ehegatten aus mehreren Namen, so kann nur einer dieser Namen hinzugefügt werden (§ 1355 Abs. 4 BGB).
Endet die Ehe durch Scheidung oder Tod, so kann der verwitwete oder geschiedene Ehegatte den Ehenamen behalten. Er kann auch durch Erklärung gegenüber dem Standesamt seinen Geburtsnamen oder den Namen wieder annehmen, den er bis zur Bestimmung des Ehenamens geführt hat oder dem Ehenamen seinen Geburtsnamen oder den zur Zeit der Bestimmung des Ehenamens geführten Namen voranstellen oder anfügen (§ 1355 Abs. 5 BGB).
|                                       |           | 1976               | 2016 |
| ------------------------------------- | --------- | ------------------ | ---- |
| Geburtsname als Familienname          | Ehemann   | 98 %               | 74 % |
| Geburtsname als Familienname          | Ehefrau   | keine Angabe       | 6 %  |
| Beide Ehepartner behalten ihren Namen |           | noch nicht möglich | 12 % |
| Annehmen eines Doppelnamens           | insgesamt | keine Angabe       | 8 %  |
| Annehmen eines Doppelnamens           | Ehemann   | 4 %                | 12 % |
| Annehmen eines Doppelnamens           | Ehefrau   | 96 %               | 88 % |

Das Ehenamensrecht gilt seit Einführung der gleichgeschlechtlichen Ehe im Oktober 2017 unabhängig vom Geschlecht der Eheleute. Für zwischen 2001 und 2017 begründete gleichgeschlechtliche Lebenspartnerschaften galt hinsichtlich des Nachnamens § 3  Lebenspartnerschaftsgesetz (LPartG), der den namensrechtlichen Grundsätzen des Ehenamensrechts entsprach.
Seit Inkrafttreten der Namensrechtsreform im Mai 2025 ist es möglich, dass beide Ehegatten Doppelnamen führen. Außerdem entfiel die Verpflichtung, einen Bindestrich zu verwenden, d. h. sie können bei der Heirat selbst entscheiden, ob sie sich z. B. Meier Huber oder Meier-Huber schreiben wollen.

### Schweiz
In der Schweiz zeigt der Allianzname die Verbindung von zwei verheirateten oder in eingetragener Partnerschaft lebenden Personen auf. Dem Namen der antragstellenden Person kann im Pass und auf der Identitätskarte mit einem Bindestrich der amtliche Name oder Ledigname des nichtnamensgebenden Ehegatten angehängt werden.

## Kindsname (Deutschland)

### Leibliche Kinder
Kinder erhalten in Deutschland den Ehenamen ihrer Eltern als Geburtsnamen (§ 1616 BGB).
Das BVerfG ließ am 5. März 1991 zu, dass beide Ehegatten ihre Namen behalten können (vgl. oben) und bestimmte hinsichtlich Kindern:

„Führen die Ehegatten danach keinen gemeinsamen Familiennamen, so bestimmt sich der Name eines ehelichen Kindes vorläufig wie folgt: 
Die gesetzlichen Vertreter können vor der Beurkundung der Geburt des Kindes gegenüber dem Standesbeamten bestimmen, daß das Kind den Familiennamen des Vaters, den Familiennamen der Mutter oder einen aus diesen Namen in beliebiger Reihenfolge gebildeten Doppelnamen erhalten soll. Treffen sie keine Bestimmung, so erhält das Kind einen aus den Namen beider Ehegatten gebildeten Doppelnamen; über die Reihenfolge der Namen entscheidet das Los.“

Durch das Gesetz zur Neuordnung des Familiennamensrechts (Familiennamensrechtsgesetz – FamNamRG) vom 16. Dezember 1993 wurde zwar ins BGB übernommen, dass Ehegatten ihren jeweils zur Zeit der Eheschließung geführten Namen weiterführen können, jedoch Doppelnamen für Kindern wieder abgeschafft. Führten die Eltern keinen Ehenamen und stand ihnen die Sorge gemeinsam zu, so konnten sie durch Erklärung gegenüber dem Standesamt nur den Namen, den der Vater oder die Mutter zur Zeit der Erklärung führt, zum Geburtsnamen des Kindes bestimmen. Ein eventuell gewählter Begleitname durfte nicht an die Kinder weitergegeben werden. Durch dieses Verbot von Doppelnamen konnte bei Kindern die genetische Bilateralität der Abstammung von Mutter und Vater im Nachnamen nicht abgebildet werden. Dies begünstigte eine Traditionalisierung in der Wahl des Familiennamens, da oft kein Elternteil auf die Verbundenheit mit dem eigenen Kind durch einen gemeinsamen Nachnamen verzichten möchte.
Seit Mai 2025 legt § 1617 BGB fest, dass ein Kind einen Doppelnamen erhält, wenn die Eltern beide sorgeberechtigt sind und unterschiedliche Namen führen. Widerspricht dem ein Elternteil, erteilt das Familiengericht einem Elternteil das Recht zur Bestimmung des Namens.
Bei Alleinsorge erhält das Kind den Namen, den dieser Elternteil im Zeitpunkt der Geburt des Kindes führt. Dem Kind kann durch Erklärung gegenüber dem Standesamt der Name des anderen Elternteils erteilt werden (§ 1617a BGB).

### Stiefkinder
Bei der Einbenennung von Stiefkindern besteht gem. § 1617e Satz 2 BGB die Möglichkeit, dem erteilten Ehenamen den von dem Kind geführten Namen voranzustellen oder anzufügen und daraus einen Doppelnamen zu bilden.

### Adoptivkinder
Bei einer Adoption erhält das Kind als Geburtsnamen den Familiennamen des Annehmenden (§ 1757 Abs. 1 Satz 1 BGB). Bei Adoptionen Volljähriger kann der Angenommene seit Mai 2025 der Namensänderung widersprechen § 1767 BGB.
Das Familiengericht kann dem neuen Familiennamen des Kindes den bisherigen Familiennamen voranstellen oder anfügen, bei Adoptionen Minderjährigen wenn dies aus schwerwiegenden Gründen zum Wohl des Kindes erforderlich ist (§ 1757 Abs. 3 Satz 1 Nr. 2 BGB).

## Portugal
Nach portugiesischem Namensrecht führen die Ehegatten nicht kraft Gesetzes einen gemeinsamen Familiennamen. Jeder Ehegatte führt den zum Zeitpunkt der Eheschließung geführten Familiennamen weiter. Beide Ehegatten können ihrem Familiennamen den Familiennamen des anderen Ehegatten hinzufügen. Dazwischen steht kein Bindestrich.

## Spanien
Im spanischen Namensrecht sind Doppelnamen (ohne Bindestrich) als Nachname die Regel. Seit 2007 hat man bei der Einbürgerung nach Spanien einen doppelten Nachnamen anzunehmen.